# Ariadnina nit (film)
Ariadnina nit je český televizní film, který v roce 1992 natočila režisérka Věra Jordánová jako pohádkový příběh na motivy antických bájí.

## Báje
Ještě před narozením Minotaura král Minos slíbil, že bohu Poseidonovi obětuje býka, avšak Ariadna byla dcerou krétského krále Minose. Daedalus dostal od Minosa rozkaz postavit Labyrint, aby v něm byl uvězněn Minotaurus, napůl býk a napůl člověk, kterého žena Minose - Pasiphae - porodila po pohlavním styku s býkem. Ještě před narozením Minotaura král Minos totiž slíbil, že bohu Poseidonovi obětuje býka, avšak Minos to odmítl a tak se bůh pomstil tím, že donutil jeho ženu, aby toužila po styku s býkem. Proto bylo nutné Minotaurovi posílat aténské mladé muže a dívky v podobě obětí.
Theseus, aténský mladík, se rozhodl doprovázet jednu ze skupin obětí, avšak do jedné nešťastnice, Ariadny, se zamiloval. Ariadna mu dala nit, kterou umožňuje možnost odpočinutí si v labyrintu, aby byl schopen zabít Minotaura a najít cestu zpátky ven.

## Obsazení
| Boris Rösner           | Mínos, král Kréty          |
| Jana Preissová         | Pásifaé, Mínosova manželka |
| Klára Kovaříková       | Ariadna, Mínosova dcera    |
| Tomáš Valík            | Théseus                    |
| Jana Riháková-Dolanská | služka Chalkiopa           |
| Jana Šulcová           | bohyně Athéna              |
| Pavel Skřípal          | vládce moří Poseidon       |
| Marie Drahokoupilová   | kněžka                     |
| Jana Andresíková       | členka chóru žen           |
| Jana Hermachová        | členka chóru žen           |
| Hana Packertová        | členka chóru žen           |
| Růžena Rudnická        | členka chóru žen           |
| Jaroslava Tichá        | členka chóru žen           |
| Lorna Vančurová        | členka chóru žen           |

## Tvůrci a štáb
- Režie: Věra Jordánová
- Scénář: Ladislav Nevole
- Dramaturg: Kateřina Krejčí
- Hlavní kameraman: František Němec
- Vedoucí výroby: Milena Rážová
- Hudba: Vadim Petrov
- Pohybová spolupráce: Růžena Rudnická, Václav Lux
- Výtvarník scény: Leopold Zeman
- Výtvarník kostýmů: Jarmila Konečná
- Zvuk: Václav Nosek
- Střih: Věra Štěpánková
- Střih záznamu: Helena Hovorková, Eva Kolínská
- Kameramani: Josef Veselý, Božek Slavík, Jan Hušek, Jaroslav Šenfelder
- Masky: Petr Hovorka, Helena Petřinová
- Skript: Irena Bočková
- Asistent režie: Ingrid Tchýnová
- Pomocná režie: Dagmar Cepková

## Produkční a technické údaje
- Premiéra: 16. květen 1992, ČTV (od 16:25)
- Výroba: © Československá televize Praha, 1992
- Výrobní skupina: Tvůrčí skupina Jarmila Turnovská a Ivana Průchová
- Barva: barevný
- Jazyk: čeština
- Délka: cca 34 minut
- Formát obrazu: 4:3